# (5036) Tuttle
(5036) Tuttle ist ein Asteroid des Hauptgürtels, der am 31. Oktober 1991 von den japanischen Astronomen Seiji Ueda und Hiroshi Kaneda am Observatorium von Kushiro (IAU-Code 399) entdeckt wurde.
Der Asteroid ist nach dem amerikanischen Astronomen und Kometenentdecker Horace Parnell Tuttle benannt.